# Enn Roos

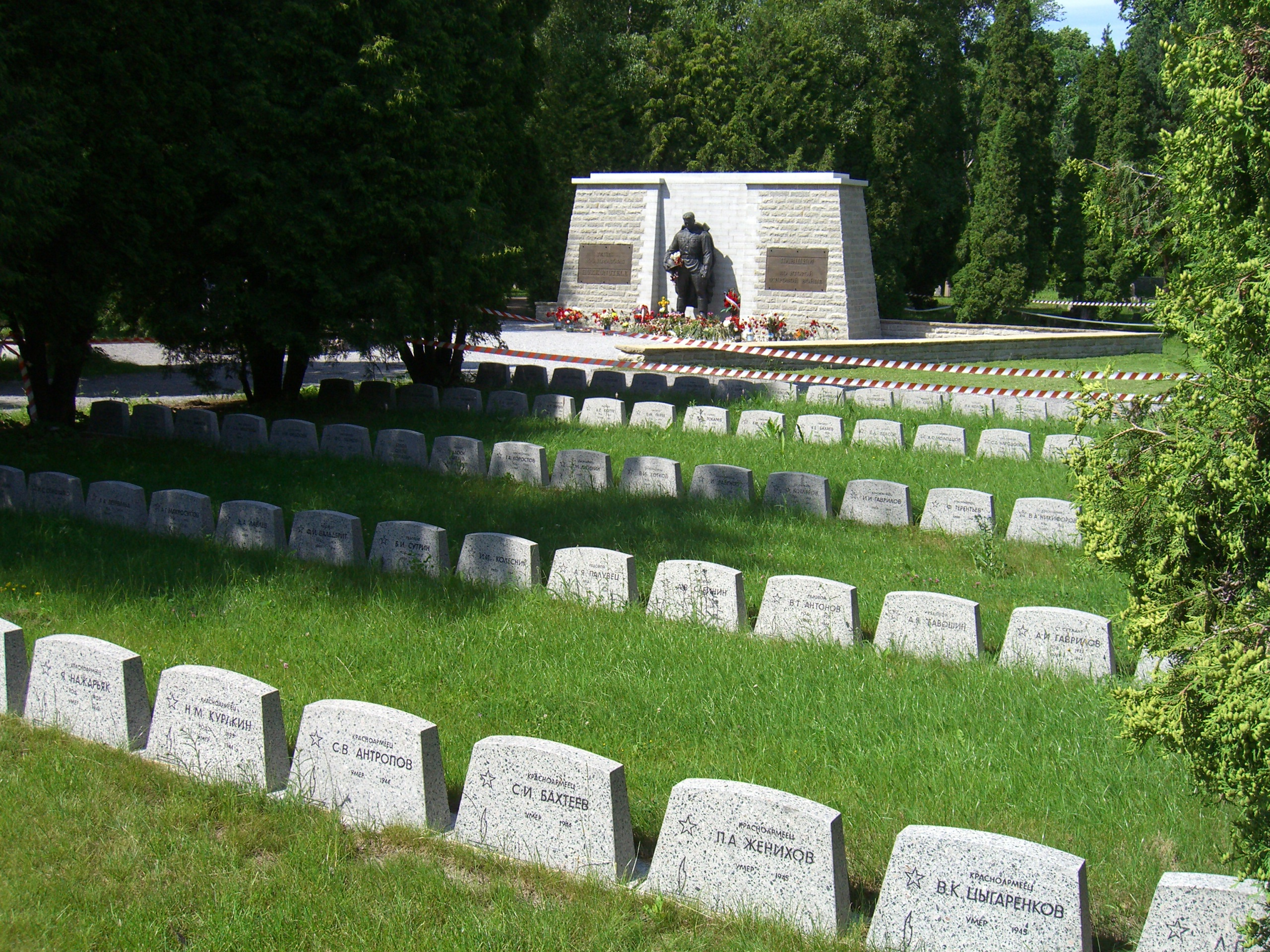
Bronssoldaten, med dess placering från 2007.

Enn (Eugen) Aleksander Roos, född 20 september 1908 i Guvernementet Tambov i Kejsardömet Ryssland, död 15 juli 1990 i Tallinn, var en estländsk skulptör. 
Enn Roos var son till Karl Aleksander Roos (1871–1915) och Johanna Maria Roos (1880–1964). Han kom med sin familj till Estland 1912. Han utbildade sig i Ants Laikmaas konstskola i Tallinn 1926–28 och för skulptören Jaan Koort 1927–28. Mellan 1935 och 1939 studerade han skulptur på Pallas konsthögskola i Tartu.
Han kallades 1941 in i Röda armén och arbetade 1942–44 som skulptör i Moskva.
Enn Roos var 1947–83 lärare i keramik och skulptur på Estlands konstakademi i Tallinn, under 1962–77 som professor och chef för skulpturavdelningen. 
Han är känd för krigsmonumentet Bronssoldaten i Tallinn från 1947.
Enn Roos var gift med Leonilla Roos (1913–?).